# Museu do Expedicionário
O Museu do Expedicionário é um museu brasileiro localizado em Curitiba, o qual tem por objetivo apresentar a história da participação brasileira na Segunda Guerra Mundial.

## Histórico
Logo após o fim da Segunda Guerra Mundial, os expedicionários paranaenses iniciaram uma campanha para arrecadar fundos para a construção de uma sede própria. Inicialmente constituíram um órgão associativo denominado Legião Paranaense do Expedicionário, em 20 de novembro de 1946. E através da promoção de festas, rifas e doações, construíram a Casa do Expedicionário, cuja inauguração ocorreu em 15 de novembro de 1951, com projeto do engenheiro Euro Brandão.
Essa sede era destinada a serviços assistenciais médica, odontológica, assessoria jurídica para os ex-combatentes e seus familiares. Mas também como local para eventos sociais, culturais, educacionais e recreativos. Na Casa do Expedicionário havia ainda um hotel de trânsito, com quartos individuais, para alojar os ex-combatentes do interior do Estado que vinham à capital, bem como, uma sala destinada ao Museu do Expedicionário, então denominado Max Wolff Filho.
Com o passar do tempo e a consequente redução de sua destinação assistencial, o museu foi ampliado e em 29 de julho de 1980 foi firmado um convênio entre a Legião Paranaense do Expedicionário e a Secretaria de Estado da Cultura do Paraná, passando o Estado a responder pela administração, conservação e segurança do museu.

## O museu
O Museu do Expedicionário constitui-se hoje em um dos mais completos museus temáticos brasileiros sobre a segunda guerra mundial; possuindo em seu acervo uma ampla quantidade de documentos, fotografias, mapas e ilustrações. Nele estão expostos variados tipos de materiais bélicos; tais como: uniformes, equipamentos individuais e coletivos, armas, munições, e outros objetos que foram utilizados pela Força Expedicionária Brasileira (FEB), Força Aérea Brasileira (FAB) e pela Marinha de Guerra do Brasil. Além de peças e documentos de outras nações envolvidas no conflito.

## O caça Thunderbolt
A Praça do Expedicionário é popularmente conhecida como a Praça do Avião por causa do avião de caça, um P-47 Thunderbolt, instalado no logradouro.

## Galeria de imagens
|  |  |  |
|  |  |  |